# Romenos prisioneiros de guerra na União Soviética
No final da Segunda Guerra Mundial, o número de prisioneiros de guerra romenos na União Soviética era significativo, cerca de 140 mil deles foram feitos prisioneiros mesmo após 23 de agosto de 1944, data em que a Romênia mudou sua aliança das potências do Eixo para os Aliados.
Esses prisioneiros de guerra trabalhavam em vários campos de trabalho. Alguns eram originários da Bessarábia e da Bucovina do Norte, que foram ocupados pela União Soviética em 1940, alguns eram da Romênia propriamente dita.
Por exemplo, 6.730 romenos trabalhavam no campo Spassky de Karlag, em Oblast de Karaganda,na República Socialista Soviética Cazaque, em Vorkuta, em Norilsk e em outros lugares. Spassky camp nº 99 foi criado em julho de 1941 e era o maior campo de prisioneiros de guerra da região. Enquanto a maioria desses prisioneiros era de origem alemã e japonesa, mais de 8 mil deles eram prisioneiros de guerra romenos. Mais de 1.100 desses prisioneiros romenos morreram no campo de Spassky, devido às duras condições no local.
Alguns prisioneiros romenos se ofereceram para lutar pelos soviéticos; eles formaram a Divisão Tudor Vladimirescu sob Nicolae Cambrea em outubro de 1943, mas ela só entrou em ação depois que o golpe de estado do rei Michael que levou a Romênia a se juntar aos aliados. Em abril de 1945, foi criada uma segunda divisão, a Divisão Horia, Cloșca și Crișan, liderada por Mihail Lascăr, uma mistura de prisioneiros e voluntários comunistas romenos, mas a guerra terminou antes de ser combatida.
Um relatório de abril de 1946 para Vyacheslav Molotov afirmou que em 1945, 61.662 prisioneiros de guerra romenos foram repatriados, 20.411 participaram da formação de divisões voluntárias romenas e cerca de 50.000 permaneceram em campos de trabalho. O último prisioneiro de guerra romeno foi libertado em 1956. Alguns foram presos novamente pelas autoridades comunistas da República Socialista da Romênia ao chegarem na última "por fazer guerra à União Soviética" e enviados para a prisão de Sighet.
Em 9 de setembro de 2003, um monumento em granito foi inaugurado no cemitério acampamento de Spassky pelo então presidente romeno Ion Iliescu. tendo a inscrição "In memoriam, para aqueles mais de 900 prisioneiros de guerra romenos que morreram em campos stalinistas no centro do Cazaquistão entre 1941 e 1950.

## 30em
1. ↑  Frank Gordon, "Latvians and Jews between Germany and Russia", Memento, Stockholm, 1990 ISBN 91-87114-08-9, page 81 (in Swedish and English)